# ادوین اس. جانسون
ادوین اس. جانسون (به انگلیسی: Edwin S. Johnson) سناتور سابق عضو حزب دموکرات ایالات متحده آمریکا بود. وی در سال ۱۹۱۵ تا ۱۹۲۱ میلادی سناتور ایالت داکوتای جنوبی در سنای ایالات متحده آمریکا بود.